# Cotylosoma amphibius
Cotylosoma amphibius är en insektsart som först beskrevs av Carl Stål 1877.  Cotylosoma amphibius ingår i släktet Cotylosoma och familjen Phasmatidae. Inga underarter finns listade i Catalogue of Life.